# Dollar General Bowl 2016
Match précédent Match suivant
Le Dollar General Bowl 2016 est un match de football américain de niveau universitaire joué après la saison régulière de 2016, le 23 décembre 2016 au Ladd Peebles Stadium de Mobile en Alabama. 
Il s'agit de la 18e édition du Dollar General Bowl dénommé auparavant le GoDaddy Bowl.
Le match a mis en présence les équipes des Bobcats de l'Ohio issus de la Mid-American Conference et des Trojans de Troy issus de l'Sun Belt Conference.
Il a débuté à 15 h 30 locales (UTC−06:00) et a été retransmis en télévision sur ESPN.
Troy gagne le match sur le score de 28 à 23.

## Présentation du match
| Équipes                                                                                      | Conférences             | Entraîneurs  | Stats. saison rég. | Classements CFP-AP-Coaches |
| -------------------------------------------------------------------------------------------- | ----------------------- | ------------ | ------------------ | -------------------------- |
| Bobcats de l'Ohio                                                                            | Mid-American Conference | Frank Solich | 8-5                | NC - NC - NC               |
| Trojans de Troy                                                                              | Sun Belt Conference     | Neal Brown   | 9-3                | NC - NC - NC               |
| Arbitre : Tra Blake (C-USA) Équipe donnée favorite par les bookmakers : Troy par 3,5 points. |                         |              |                    |                            |

Il s'agit de la 2e rencontre entre ces deux équipes, Troy ayant gagné le New Orleans Bowl de 2010 sur le score de 48 à 21. C'était également la dernière apparition de Troy à un bowl d'après saison.

## Bobcats de l'Ohio
Avec un bilan global en saison régulière de 8 victoires et 6 défaites, Ohio est éligible et accepte l'invitation pour participer au Dollar General Bowl 2016.
Ils terminent 1re de la East Division de la Sun Belt Conference, avec un bilan en match de conférence de 6 victoires et 2 défaites.
À l'issue de la saison 2016 (bowl compris ou non compris), ils n'apparaissent pas dans les classements CFP , AP et Coaches.

## Trojans de Troy
Avec un bilan global en saison régulière de 10 victoires et 3 défaites, Troy est éligible et accepte l'invitation pour participer au Dollar General Bowl 2016.
Ils terminent 3e de la Mid-American Conference derrière Appalachian State et Arkansas State avec un bilan en match de conférence de 6 victoires et 2 défaites.
À l'issue de la saison 2016 (bowl compris ou non compris), ils n'apparaissent pas dans les classements CFP , AP et Coaches.